# Список эпизодов сериала «Чудеса науки»

## Обзор
| Сезон | Сезон | Эпизоды | Дата показа     | Дата показа     |
| Сезон | Сезон | Эпизоды | Премьера сезона | Финал сезона    |
| ----- | ----- | ------- | --------------- | --------------- |
|       | 1     | 13      | 5 марта 1994    | 4 июня 1994     |
|       | 2     | 13      | 6 августа 1994  | 5 ноября 1994   |
|       | 3     | 18      | 8 апреля 1995   | 9 сентября 1995 |
|       | 4     | 26      | 6 января 1996   | 10 августа 1996 |
|       | 5     | 18      | 5 января 1997   | 25 июля 1997    |

### Первый Сезон (1994)
| № общий | № в сезоне | Название                                   | Режиссёр     | Автор сценария            | Дата премьеры  | Произв. код |
| --- | ---------- | ------------------------------------------ | ------------ | ------------------------- | -------------- | ----------- |
| 1 | 1          | «Она живая» «She’s Alive»                  | Макс Таш     | Алан Кросс и Том Спезиали | 5 марта 1994   | 76101       |
| Гарри Уолесс и Уайатт Доннелли с помощью компьютера и молнии создают себе кибер-джинна.                                                                                        |            |                                            |              |                           |                |             |
| 2 | 2          | «Пульт для Вселенной» «Universal Remote»   | Макс Таш     | Адам Барр и Питер Окко    | 12 марта 1994  | 76106       |
| Гарри желает пульт дистанционного управления, который он сможет использовать, чтобы оставить в прошлом скучные части своей повседневной жизни и застревает во временной петле. |            |                                            |              |                           |                |             |
| 3 | 3          | «Сирано Де Брэйниак» «Cyrano de Brainiac»  | Марк Жан     | Адам Барр и Питер Окко    | 19 марта 1994  | 76102       |
| Гарри хочет стать умным, поэтому он желает мозг Эйнштейна. Он просит совета по знакомству у мозга Альберта Эйнштейна, в которого Лиза влюбляется.                              |            |                                            |              |                           |                |             |
| 4 | 4          | «Суперпапочка» «Magnifico Dad»             | Марк Жан     | Алан Кросс и Питер Окко   | 26 марта 1994  | 76105       |
| Лиза исполняет желание мамы Гарри, а отец Гарри меняется телами с супермоделью Магнифико.                                                                                      |            |                                            |              |                           |                |             |
| 5 | 5          | «Женская ошибка» «The Feminine Mistake»    | Макс Таш     | Кэри Лайзер               | 9 апреля 1994  | 76110       |
| Лиза превращает Гарри и Уайатта в женщин. |            |                                            |              |                           |                |             |
| 6 | 6          | «Короли мяча» «Airball Kings»              | Макс Таш     | Джефф Вламинг             | 16 апреля 1994 | 76107       |
| Лиза делает Гарри опытным баскетболистом. |            |                                            |              |                           |                |             |
| 7 | 7          | «Забавный класс, США» «Party High, U.S.A»  | Марк Жан     | Пол Либерштейн            | 23 апреля 1994 | 76108       |
| По желанию Гарри Лиза изменяет классную программу школы, где учатся Гарри и Уайатт.                                                                                            |            |                                            |              |                           |                |             |
| 8 | 8          | «Один размер для всех» «One Size Fits All» | Марк Жан     | Адам Барр и Питер Окко    | 30 апреля 1994 | 76109       |
| Лиза создаёт специальный костюм, который увеличивает мышцы и силу. |            |                                            |              |                           |                |             |
| 9 | 9          | «'Часы тикают» «Keeps on Tickin»           | Макс Таш     | Джефф Вламинг             | 7 мая 1994     | 76111       |
| Лиза дает часы Уайатту и Гарри, которые показывают через сколько дней наступит смерть Уайатта и секс Гарри.                                                                    |            |                                            |              |                           |                |             |
| 10 | 10         | «Мистер Президент» «Mr. President»         | Марк Жан     | Джефф Вламинг             | 14 мая 1994    | 76140       |
| Уайатт становится президентом США. |            |                                            |              |                           |                |             |
| 11 | 11         | «Знойная Лиза» «Fatal Lisa»                | Макс Таш     | Алан Кросс и Том Спезиали | 21 мая 1994    | 76113       |
| Лиза влюбляется в Уайатта. |            |                                            |              |                           |                |             |
| 12 | 12         | «Убойная вечеринка» «Killer Party»         | Том Спезиали | Ричард Доктороу           | 28 мая 1994    | 76112       |
| Уайатт и Гарри решили организовать вечеринку. |            |                                            |              |                           |                |             |
| 13 | 13         | «Половое воспитание» «Sex Ed»              | Макс Таш     | Адам Барр и Питер Окко    | 4 июня 1994    | 76114       |
| Лиза введет в школе предмет по изучению секса по желанию Гарри. |            |                                            |              |                           |                |             |

### Второй сезон
| № серии | Оригинальное название     | Русское название                                                          | Краткое описание                                                                                                |
| ------- | ------------------------- | ------------------------------------------------------------------------- | --- |
| 1       | Lisa’s Virus              | Вирус Лизы                                                                | Лиза заражена компьютерным вирусом по вине Гарри. Уайатт пытается ей помочь.                                    |
| 2       | The Bazooka Boys          | Мальчики из жвачки                                                        | Лиза создаёт двойников Уайатт и Гарри из жвачки.                                                                |
| 3       | The Most Dangerous Wish   | Самое опасное желание                                                     | Лиза дарит Гарри и Уайатт новейшую видео игру под названием «Смертоносная сила».                                |
| 4       | Wyatt Erectus             | Уайатт-обезьяна                                                           | Лиза дарит Уайатту одеколон, с помощью которого Уайатт становится настоящим мужчиной.                           |
| 5       | A Tale of Two Lisas       | История о двух Лизах                                                      | Лиза раздвоилась на 2 разных человека. Теперь у Гари и Уайатта есть своя Лиза.                                  |
| 6       | Nightmare on Chett Street | Кошмар на улице Чета                                                      | Гарри и Уайатт заглядывают в сон Чета.                                                                          |
| 7       | Magic for Beginners       | Магия для начинающих                                                      | Гарри увлекается магией.                                                                                        |
| 8       | Copper Top Girl           | Первоклассная железная девушка                                            | Лиза делает для Уайатта девушку - идеальную пару, но это не просто девушка, а девушка-робот.                    |
| 9       | Switchet at birth         | Перепутанные при рождении                                                 | Уайатт и Гарри меняются местами.                                                                                |
| 10      | Camp Wannabe              | Лагерь надежд                                                             | Гарри хочет изменить будущее.                                                                                   |
| 11      | Circuit Courtship         | Системный роман                                                           | Лиза создаёт супер компьютер, но когда супер компьютер влюбляется в Лизу, Гарри и Уайатт находятся в опасности. |
| 12      | Chett Reborn              | Перерождённый Чет                                                         | Лиза превращает Чета в младенца.                                                                                |
| 13      | Unplugged                 | Отключённый (хотя скорее всего название можно перевести как «Рок-группа») | Уайатт и Гарри решили заняться рок-музыкой для привлечения женского внимания.                                   |

### Третий сезон
| № серии | Оригинальное название           | Русское название               | Краткое описание                                                                                |
| ------- | ------------------------------- | ------------------------------ | ----------------------------------------------------------------------------------------------- |
| 1       | Earth Boys Are Easy             | Земные мальчики легко доступны | Лиза создаёт девушку для Чета.                                                                  |
| 2       | Horseradish                     | Хрен                           | Гарри забывает новый пароль от Лизы. Теперь Лиза не джинн.                                      |
| 3       | Grampira                        | Бабушка-наяда                  | Уайатт желает, чтобы его бабушка провела один день как молодая, но какой ценой...               |
| 4       | Rock Hard Chett                 | Твердокаменный Чет             | Чета ударило молнией, и он стал супергероем.                                                    |
| 5       | Lucky Suit                      | Счастливый костюм              | Гарри просит Лизу заколдовать смокинг отца Уайатта, чтобы его отец поднялся в должности.        |
| 6       | Gary Wallace: Boy Reporter      | Гарри Уолесс - репортёр        | Лиза создаёт для Гарри ручку, которой он создает события.                                       |
| 7       | Hot Wheels                      | Страстная машина               | Лиза создала супермашину, способную заменить реальную девушку.                                  |
| 8       | Bikini Camp Slasher             | Потрошитель из лагеря бикини   | Лиза, Уайатт и Гарри попадают в фильм ужасов, где их хотят убить.                               |
| 9       | What Genie?                     | Какая Лиза?                    | У Лизы теперь новый хозяин, который приказал стереть воспоминания о Лизе Гарри и Уайатту.       |
| 10      | Sci-Fi Zoned                    | Научно-фантастическая зона     | Гарри и Уайатт попали в свою любимую передачу о науке.                                          |
| 11      | Wyatt Brief                     | Уайатт и плавки                | Уайатт надел заколдованные Лизой плавки Чета и стал таким же брутальным, как его брат.          |
| 12      | Free Gary                       | Свободный Гарри                | Гарри прыгнул в море и стал тритоном.                                                           |
| 13      | Quantum Wyatt                   | Квантовый Уайатт               | По желанию Уайатта, Лиза создаёт конфеты, а в каждой конфете скрывается какая-нибудь профессия. |
| 14      | Fly Boy                         | Летающий мальчик               | Гарри начинает летать. Ребята попадают в секретную лабораторию.                                 |
| 15      | Teen Lisa                       | Лиза-подросток                 | Лиза и ребята поменялись местами. Ребята стали джиннами, а Лиза - школьницей.                   |
| 16      | Dead Can Dance                  | Мёртвые могут танцевать        | Уайатт и Чет помогают родоначальнику рода Донелли.                                              |
| 17      | The Legend of Red Brick Wallace | Легенда о рыжем Уолласе        | Гарри, Уайатт и Лиза застряли в 1895 году.                                                      |
| 18      | Spies 'R' Us                    | Шпионский мир                  | Ребята заигрались в шпионов.                                                                    |

### Четвёртый сезон
| № серии | Оригинальное название                      | Русское название                              | Краткое описание |
| ------- | ------------------------------------------ | --------------------------------------------- | --- |
| 1       | Searching for Boris Karloff                | Поиски Бориса Карлоффа                        | Ребята оказываются в лаборатории доктора Франкенштейна. Он лишает Лизу её сил.                                             |
| 2       | Men in Tights                              | Люди в трико                                  | Чет и Уайатт обретают сверхсилу. Но она работает только тогда, когда они вместе.                                           |
| 3       | Puppet Love                                | Игрушечная любовь                             | Гарри, чтобы соблазнить девушку, делает робота в облике красивого мачо, которым управляет Гарри.                           |
| 4       | Chet-A-Nator                               | Чет пришелец                                  | Попытка Лизы стереть Чету память привела к тому, что Чет стал пришельцем.                                                  |
| 5       | Phantom Scampi                             | Призрак                                       | Уайатт и директор Скампи временно становятся лучшими друзьями.                                                             |
| 6       | Grumpy Old Genie                           | Старый сварливый джин                         | Джин Лиза сильно постарела и изменила свой пол.                                                                            |
| 7       | Funhouse of Death                          | Увеселительный павильон смерти                | Гарри и Уайатту понравилась одна и та же девушка. Ребята начинают соперничать.                                             |
| 8       | It Takes a Geek                            | В ловушке                                     | Лиза проникла в операционную систему школьного компьютера и там застряла.                                                  |
| 9       | Slow Times at Farber High                  | Затишье в школе                               | По желанию Гарри, Лиза создаёт аппарат, который выкачивает серое вещество у людей.                                         |
| 10      | Chett World                                | Чет как пример для подражания                 | Чет рассказывает историю о том, как две крысы захватили мир.                                                               |
| 11      | By the Time We Got to Woodstock…           | К этому времени когда доберемся до Вудстока…  | Гарри и Уайатт попадают в 1969 год.                                                                                        |
| 12      | You’ll Never Eat Brains in This Town Again | Вы больше не поживитесь мозгами в этом городе | Лиза создаёт реальных зомби для малобюджетного фильма.                                                                     |
| 13      | Demon Lisa                                 | Демон Лиза                                    | В Лизу вселяется кибер-демон.                                                                                              |
| 14      | Cyborg Sam I Am                            | Киборг Сэм                                    | Все игрушки Уайатта увеличились в размерах и ожили.                                                                        |
| 15      | It’s a Wonderful Life                      | Жизнь прекрасна без тебя                      | Уайатт и Лиза хотят увидеть, что было бы если бы Уайатт никогда не родился.                                                |
| 16      | Lisa’s Childhood Memories                  | Детские воспоминания Лизы                     | Гарри и Уайатт делают подарок для Лизы. И подарок это «детские воспоминания Лизы».                                         |
| 17      | Lisarella                                  | Лизарелла                                     | Лиза встречается с президентом Соединенных Штатов Америки.                                                                 |
| 18      | Family Affair                              | Семейное дело                                 | Гарри желает, чтобы семья девушки, с которой Гарри встречается, любили его.                                                |
| 19      | Gary and Wyatt’s Bloodsucking Adventure    | Опасные приключения Гарри и Уайатта           | Гарри и Уайатт становятся вампирами.                                                                                       |
| 20      | It’s a Mob, Mob, Mob, Mob World            | Всюду мафия                                   | Семья Донелли объявляет войну семье Уоллесов.                                                                              |
| 21      | Strange Daze                               | Странный сон                                  | Уайатт желает новую школу с новейшими технологиями.                                                                        |
| 22      | Community Property                         | Совместная собственность                      | После спора, Гарри и Уайатт обратились в суд, чтобы увидеть, кто получит опеку над Лизой. Кто победит?                     |
| 23      | Master Chett                               | Хозяин Чет                                    | Чет узнает, что Лиза джин.                                                                                                 |
| 24      | Pirates!                                   | Пираты!                                       | Заклинание Лизы приносит музыкальных пиратов к жизни, а Чет становится лидером.                                            |
| 25      | Swallow 13                                 | Пища не та                                    | Чет съедает пригласительный билет Уайатта и Гарри на вечеринку. И Уайатт хочет вернуть билет, и на помощь приходит Лиза... |
| 26      | Strangers in Paradise                      | Чужие в раю                                   | Лиза и Чет в бермудском треугольнике, где не действует магия Лизы.                                                         |

### Пятый сезон
| № серии | Оригинальное название        | Русское название            | Краткое описание |
| ------- | ---------------------------- | --------------------------- | --- |
| 1       | I Dream of Gene              | Я мечтаю о джине            | Лиза встречается с другим джином.                                                                                     |
| 2       | Girl Talk                    | Девичьи разговоры           | Лиза рассказала свою тайну, что она джин своей подруге. А подруга не может скрыть это и...                            |
| 3       | Boys on the Hide             | Ребята скрываются           | Лиза исполнила опасное желание директора Скампи.                                                                      |
| 4       | Gary Had a Little Cram       | Гарри пришлось потрудиться  | Лиза помогает Гарри поступить в колледж.                                                                              |
| 5       | Forbidden Janet              | Запретная Джанет            | Лиза создает аппарат, делающий сны реальностью.                                                                       |
| 6       | Man’s Best Friend            | Друг человека               | Лиза превращает собаку в человека по просьбе Чета.                                                                    |
| 7       | Show Chett                   | Чет Шоумен                  | Лиза превращает Чета в стриптизёра.                                                                                   |
| 8       | Bee in There                 | Там пчела                   | Гарри и Уайатт отправляются в прошлое в тела своих родителей.                                                         |
| 9       | Future Bride                 | Будущие супруги             | Лиза сотворила аппарат, который определял будущего супруга.                                                           |
| 10      | Stalag 16                    | Лагерь для военнопленных 16 | Чет и Скампи попали в лагерь к фашистам.                                                                              |
| 11      | I, Chettus                   | Я Четтус                    | Чет пожелал оказаться в Древнем Риме.                                                                                 |
| 12      | The Genie Detective          | Волшебница детектив         | Лиза стала в виртуальном мире детективом.                                                                             |
| 13      | Magic Comet Ride             | Полет волшебной кометы      | Лиза улетела на планету, где желала получить ответы на все вопросы, но перед уездом подарила Гарри и Уайатту «нечто». |
| 14      | School Spirits               | Призраки школы              | Гарри и Уайатт начинают видеть призраков.                                                                             |
| 15      | Wicked Wish                  | Порочное желание            | Лиза дает маме Уайатта волшебное зеркало, чтобы она чувствовала себя молодой. Но случается несчастье...               |
| 16      | Night of the Swingin' Steves | Вечер с компанией Стив      | Инопланетяне снова приходят за Лизой. И находят себе Королеву.                                                        |
| 17      | Genie Junior                 | Маленький джин              | Лиза беременна. |
| 18      | WS4                          |                             | Школа подвергается нападению пришельцев.                                                                              |